# Rage (computerspel)
Rage is een computerspel ontwikkeld door id Software en uitgegeven door Bethesda Softworks voor Windows, macOS, Xbox 360 en PlayStation 3. De first-person shooter is uitgekomen in de VS op 4 oktober 2011 en in Europa op 7 oktober 2011. Een mobiel spel voor iOS verscheen eerder op 18 november 2010.

## Plot
In een post-apocalyptische wereld in de nabije toekomst, heeft een asteroïde de aarde geraakt. Nicholas Raine, een soldaat die een eeuw in kunstmatige slaap werd gehouden, ontwaakt in deze wereld. Maar dan blijkt dat hij wordt gezocht.

## Spel
Het spel bestaat hoofdzakelijk uit gedeeltes waarbij de speler vijanden moet beschieten. Ook zijn er onderdelen waarbij men moet rijden. De speler is in het bezit van een kruisboog en boemerang-achtige wapens en er kan in verschillende voertuigen worden geracet. Het spel bevat tevens kleine rollenspelelementen, zoals een inventaris, een plunderingssysteem en verschillende typen munitie. Naast de hoofdmissie zijn er diverse zijmissies aanwezig die de speler kan uitvoeren.

## Ontvangst
| Recensiescore       | Recensiescore                           |
| Recensieverzamelaar | Score                                   |
| ------------------- | --------------------------------------- |
| Metacritic          | 70% (iOS) 79% (PC) 81% (PS3) 81% (X360) |
| Publicist           | Score                                   |
| Destructoid         | 7                                       |
| Eurogamer           | 8                                       |
| Game Informer       | 9                                       |
| GameSpot            | 8                                       |
| GameSpy             | 3,5/5                                   |
| IGN                 | 8,5                                     |

Rage ontving positieve recensies. Men prees het grafische gedeelte en de gevechten. Kritiek was er op het ontbreken van een goed verhaal, de personages en regie. Het spel wordt in recensies vaak vergeleken met de film Mad Max 2 en de computerspellen Fallout en Borderlands.
Op aggregatiewebsite Metacritic heeft het spel een gemiddelde verzamelde score van 77,7%.